# Peak ground acceleration
Il Peak ground acceleration (PGA) è la misura della massima accelerazione del suolo indotta del terremoto e registrata dagli accelerometri. Diversamente dalla scala Richter, che misura l'ampiezza globale di un terremoto, il PGA misura l'intensità di un terremoto in una singola area geografica.
La misura del PGA può essere vista come una misura strumentale di ciò che la scala Mercalli misura con quanto riportato da persone sulla gravità del sisma. Normalmente il valore del PGA e quello della scala Mercalli sono ben correlati.
Il PGA si può misurare in cm/s² o in m/s², anche se più frequentemente il valore è espresso in multipli della accelerazione di gravità g.
In base al valore massimo del PGA misurato o prevedibile, il territorio italiano era suddiviso in quattro zone sismiche:
- zona 1: 0,25 g < PGA ≤ 0,25 g
- zona 2: 0,15 g < PGA ≤ 0,25 g
- zona 3: 0,05 g < PGA ≤ 0,15 g
- zona 4: PGA ≤ 0,05 g

In un spettro di risposta elastico, il PGA coincide con il valore dell'accelerazione spettrale Se(T) quando il periodo proprio di oscillazione dell'oscillatore elementare di riferimento è pari a T=0 poiché in questo caso l'oscillatore è infinitamente rigido e pertanto ha la stessa accelerazione del terreno.